# Colochirus robustus
Colochirus robustus is een zeekomkommer uit de familie Cucumariidae.
De wetenschappelijke naam van de soort werd in 1898 gepubliceerd door Östergren.